# Arrondissement di Mamers
L'arrondissement di Mamers è una suddivisione amministrativa francese di 149 436 abitanti (al 1º gennaio 2022), situata nel dipartimento della Sarthe e nella regione dei Paesi della Loira.

## Composizione
L'arrondissement di Mamers raggruppa 202 comuni in 16 cantoni:
- Cantone di Beaumont-sur-Sarthe
- Cantone di Bonnétable
- Cantone di Bouloire
- Cantone di Conlie
- Cantone di La Ferté-Bernard
- Cantone di Fresnay-sur-Sarthe
- Cantone di La Fresnaye-sur-Chédouet
- Cantone di Mamers
- Cantone di Marolles-les-Braults
- Cantone di Montfort-le-Gesnois
- Cantone di Montmirail
- Cantone di Saint-Calais
- Cantone di Saint-Paterne
- Cantone di Sillé-le-Guillaume
- Cantone di Tuffé
- Cantone di Vibraye

## Modifiche amministrative
Il 13 febbraio 2006, gli arrondissement della Sarthe sono stati modificati.